# Persone di nome Ibrahim
| Questa pagina contiene informazioni ricavate automaticamente dalle voci biografiche con l'ausilio del template Bio e di un bot. L'aggiornamento è periodico e automatico e ricostruisce completamente la pagina. Se manca una persona in questa lista, sei pregato di non aggiungerla, ma accertati piuttosto che la sua voce biografica contenga il template Bio e che i dati anagrafici siano correttamente compilati. Se il template Bio manca, inseriscilo tu stesso o, in alternativa, metti l'avviso {{tmp\|Bio}} che ne segnala la mancanza. Se i dati riportati sono sbagliati, correggi direttamente la voce biografica; le modifiche saranno visibili in questa lista entro pochi giorni. Per chiarimenti vedi il progetto antroponimi. La lista contiene solo le 169 persone che sono citate nell'enciclopedia e per le quali è stato implementato correttamente il template Bio. Pagina aggiornata al 22 lug 2025. |

Questa è una lista di persone presenti nell'enciclopedia che hanno il nome Ibrahim, suddivise per attività principale.

## Allenatori di calcio(8)
- Ibrahim Afellay, allenatore di calcio e ex calciatore olandese (Utrecht, n. 1986)
- Ibrahim Ba, allenatore di calcio e ex calciatore francese (Dakar, n. 1973)
- Ibrahim Kamara, allenatore di calcio ivoriano (Abidjan, n. 1966)
- Ibrahim Said, allenatore di calcio e ex calciatore egiziano (Alessandria d'Egitto, n. 1979)
- Ibrahim Sekagya, allenatore di calcio e ex calciatore ugandese (Kampala, n. 1980)
- Ibrahim Sunday, allenatore di calcio e ex calciatore ghanese (Koforidua, n. 1944)
- Ibrahim Tanko, allenatore di calcio e ex calciatore ghanese (Kumasi, n. 1977)
- Ibrahim Yattara, allenatore di calcio e calciatore guineano (Kamsar, n. 1980)

## Allenatori di pallacanestro(1)
- Ibrahim Krehić, allenatore di pallacanestro bosniaco (n. 1945)

## Astronomi(1)
- Ibrahim ibn Said al-Sahli, astronomo arabo

## Attori(1)
- Ibrahim Al Shami, attore e modello spagnolo (Siviglia, n. 1995)

## Canoisti(1)
- Ibrahim Rojas, canoista cubano (Santa Cruz del Sur, n. 1975)

## Cestisti(6)
- Ibrahim Djambo, cestista maliano (Bamako, n. 1992)
- Ibrahim el-Gammal, cestista egiziano (Kafr el-Sheikh, n. 1988)
- Ibrahim Jaaber, ex cestista statunitense (Brooklyn, n. 1984)
- Ibrahim Saounera, cestista francese (Versailles, n. 1987)
- Ibi Watson, cestista statunitense (Atlanta, n. 1998)
- Ibrahim Yıldırım, cestista turco (Uşak, n. 1990)

## Diplomatici(1)
- Ibrahim Muteferrika, diplomatico, tipografo e economista ottomano (Cluj-Napoca, n. 1674 - † 1745)

## Economisti(1)
- Ibrahim bin Abd al-Aziz Al-Assaf, economista, politico e scrittore saudita (Uyun AlJiwa, n. 1949)

## Fotografi(1)
- Ibrahim Malla, fotografo siriano (Damasco, n. 1971)

## Francescani(1)
- Ibrahim Faltas, francescano egiziano (Alessandria d'Egitto, n. 1964)

## Funzionari(1)
- Ibrahim Hananu, funzionario siriano (Kafr Takharim, n. 1869 - Aleppo, † 1935)

## Generali(2)
- Ibrahim Babangida, generale e politico nigeriano (Minna, n. 1941)
- Ibrahim Ahmad Abd al-Sattar Muhammad, generale iracheno (Mosul, n. 1956 - Baghdad, † 2010)

## Giocatori di calcio a 5(1)
- Ibrahim Ghouati, giocatore di calcio a 5 marocchino (n. 1999)

## Guerriglieri(2)
- Ibrahim Bek, guerrigliero uzbeko (Bukhara, n. 1889 - † 1931)
- Ibrahim al-Maqadma, guerrigliero palestinese (n. 1952 - Gaza, † 2003)

## Ingegneri(1)
- Ibrahim al-Kadi, ingegnere saudita ('Unayza, n. 1954)

## Lottatori(7)
- Ibrahim Aldatov, lottatore ucraino (Beslan, n. 1983)
- Ibrahim Bunduka, lottatore sierraleonese (n. 1994)
- Ibrahim Faradż, lottatore egiziano (Suez, n. 1990)
- Ibrahim Ghanem, lottatore egiziano (n. 1995)
- Ibrahim Moustafa, lottatore egiziano (Alessandria d'Egitto, n. 1904 - Città del Messico, † 1968)
- Ibrahim Orabi, lottatore egiziano (Alessandria d'Egitto, n. 1912 - Alessandria d'Egitto, † 1957)
- Ibrahim Saidaŭ, lottatore bielorusso (n. 1985)

## Lunghisti(1)
- Ibrahim Camejo, lunghista cubano (Isola della Gioventù, n. 1982)

## Maratoneti(1)
- Ibrahim Kinuthia, ex maratoneta e ex mezzofondista keniota (n. 1963)

## Mezzofondisti(1)
- Ibrahim Jeilan, mezzofondista etiope (Bale, n. 1989)

## Militari(4)
- Ibrahim Bey, militare ottomano (Martkopi, n. 1735 - † 1817)
- Ibrahim Baré Maïnassara, militare e politico nigerino (Dogondoutchi, n. 1949 - Niamey, † 1999)
- Ibrahim Traoré, militare e politico burkinabé (Bondokuy, n. 1988)
- Ibrahim al-Hamdi, militare e politico yemenita (Qattab, n. 1943 - Sana'a, † 1977)

## Musicisti(2)
- Ibrahim Ferrer, musicista cubano (Santiago di Cuba, n. 1927 - L'Avana, † 2005)
- Ibrahim Ibrahimi, musicista e pedagogista afghano (Nangarhar, n. 1972)

## Nuotatori(1)
- Ibrahim Shameel, ex nuotatore maldiviano (n. 1991)

## Pallanuotisti(1)
- Ibrahim Abdel Rahman, ex pallanuotista egiziano (Il Cairo, n. 1940)

## Pallavolisti(1)
- Ibrahim Lawani, pallavolista francese (Vitry-sur-Seine, n. 2001)

## Patriarchi cattolici(1)
- Ibrahim Sidrak, patriarca cattolico egiziano (Banî Shouqayr, n. 1955)

## Pittori(1)
- Ibrahim Kodra, pittore albanese (Ishëm, n. 1918 - Milano, † 2006)

## Poeti(1)
- Ibrahim Tuqan, poeta palestinese (Nablus, n. 1905 - Gerusalemme, † 1941)

## Politici(12)
- Ibrahim Biçakçiu, politico albanese (Elbasan, n. 1905 - Elbasan, † 1977)
- Ibrahim Böhme, politico tedesco (Bad Dürrenberg, n. 1944 - Neustrelitz, † 1999)
- Ibrahim Muhammad Didi, politico maldiviano (Male - Colombo, † 1980)
- İbrahim Edhem Pascià, politico ottomano (Chio, n. 1819 - Istanbul, † 1893)
- Ibrahim Mohamed Solih, politico maldiviano (Hinnavaru, n. 1964)
- Ibrahim II di Karaman, politico ottomano († 1464)
- Ibrahim Boubacar Keïta, politico maliano (Koutiala, n. 1945 - Bamako, † 2022)
- Ibrahim Mahlab, politico egiziano (Il Cairo, n. 1949)
- Ibrahim Nasir, politico maldiviano (Fuvahmulah, n. 1926 - Singapore, † 2008)
- Ibrahim Rugova, politico e scrittore kosovaro (Cerrcë, n. 1944 - Pristina, † 2006)
- Ibrahim Sultan Ali, politico, imprenditore e attivista eritreo (Cheren, n. 1909 - Il Cairo, † 1987)
- Ibrahim ibn Muhammad ibn 'Ali ibn 'Abd Allah ibn al-'Abbas, politico e religioso arabo (al-Ḥumayma, n. 702 - Harran, † 749)

## Principi(1)
- Ibrahim Ali Khan, principe indiano (Tonk, n. 1849 - Tonk, † 1930)

## Registi(1)
- Ibrahim El Batout, regista egiziano (n. 1963)

## Scrittori(3)
- Ibrahim Aslan, scrittore egiziano (Tanta, n. 1935 - † 2012)
- Ibrahim Nasrallah, scrittore palestinese (n. 1954)
- Ibrahim Souss, scrittore palestinese (Gerusalemme, n. 1945)

## Sollevatori(2)
- Ibrahim Shams, sollevatore egiziano (Alessandria d'Egitto, n. 1917 - Alessandria d'Egitto, † 2001)
- Ibrahim Wasif, sollevatore egiziano (Porto Said, n. 1908 - † 1975)

## Sovrani(4)
- Ibrahim di Johor, sovrano malese (Singapore, n. 1873 - Londra, † 1959)
- Ibrahim Iskandar di Johor, sovrano malese (Johor Bahru, n. 1958)
- Ibrahim Afshar, sovrano persiano († 1748)
- Ibrahim I di Shirvan, sovrano azero (Şəki - Şamaxı, † 1418)

## Sultani(1)
- Ibrahim I, sultano ottomano (Istanbul, n. 1615 - Istanbul, † 1648)

## Tennistavolisti(1)
- Ibrahim Hamato, tennistavolista egiziano (Damietta, n. 1973)

## Terroristi(1)
- Ibrahim Sulayman Muhammad Arbaysh, terrorista saudita (Burayda, n. 1979 - Governatorato di Hadramawt, † 2015)

## Trombettisti(1)
- Ibrahim Maalouf, trombettista e compositore libanese (Beirut, n. 1980)

## Vescovi cattolici(1)
- Addaï Scher, vescovo cattolico iracheno (Shaqlawa, n. 1867 - Tanzé, † 1915)

## Senza attività specificata(2)
- Ibrahim ibn al-Walid († 750)
- Ibrahim ibn Muhammad, arabo (Medina, n. 630 - Medina, † 632)